# Caza letal

Caza letal es la decimoprimera novela de la serie Aprendiz de Jedi, basada en el universo de Star Wars, y está escrita por Jude Watson. Fue publicada por Scholastic Press en inglés (diciembre de 2000) y por Alberto Santos Editor en español.

## Argumento
Cuando una asesina intenta matar a un amigo de Qui-Gon Jinn, éste y su Padawan, Obi-Wan Kenobi, que ya tiene 14 años, deberán intentar encontrarla. Pero al fracasar ellos se convierten también en su objetivo.